# Arnac-Pompadour
Arnac-Pompadour là một xã thuộc tỉnh Corrèze trong vùng Nouvelle-Aquitaine miền trung Pháp.